# Pieve di Leggiuno
La pieve di Leggiuno o pieve di Santo Stefano di Leggiuno (in latino: Plebis Leggiunensis o Plebe de Lezeduno o Plebis Sancti Stephani Lezedunensis) era il nome di un'antica pieve dell'arcidiocesi di Milano e del Ducato di Milano con capoluogo Leggiuno.
Il patrono era santo Stefano a cui è ancora oggi dedicata la chiesa prepositurale di Leggiuno.

## Storia
La prima attestazione dell'esistenza della pieve di Leggiuno risale a un documento datato 21 settembre 846. Alla fine del XIII secolo, la pieve viene riportata nelle cronache di Goffredo da Bussero, e nel XIV già comprendeva dieci membri. Seppur molto piccola, la pieve assicurava il controllo milanese sull'intera costa del lago Maggiore, escludendovi la comasca pieve di Valcuvia.
Col Rinascimento la pieve assunse anche una funzione amministrativa civile come ripartizione locale della Provincia del Ducato di Milano. La stabilità dell'area della pieve di Leggiuno non aveva apportato nei secoli sostanziali cambiamenti alla ricchezza della pieve ed al suo clero che, ancora all'epoca di San Carlo Borromeo, era rimasto invariato a 10 membri, di cui nove canonici e il prevosto, oltre ad una cappellania prepositurale. Il 19 gennaio 1610, entro i confini della pieve, venne reretta a parrocchia la chiesa di Arolo il che segnò inesorabilmente l'inizio della decadenza del sistema plebano dell'area, peggiorato dal fatto che alla pieve a Leggiuno si affiancò un vicariato come previsto dal Concilio di Trento.
Dal punto di vista civile, la pieve amministrativa fu oggetto di un esperimento riformatore di stampo illuminista da parte dell'Imperatore Giuseppe II, che nel 1786 la incluse nella neocostituita Provincia di Varese, ripartizione cancellata però dopo soli cinque anni dal fratello Leopoldo II, imperatore ben più conservatore. La pieve fu poi soppressa nel 1797 in seguito all'invasione di Napoleone e alla conseguente introduzione di nuovi ma effimeri distretti.
La pieve religiosa sopravvisse invece a fatica nei secoli successivi, surclassata sempre più da altre istituzioni religiose che prendevano sempre più piede e dal predominio di Varese, vedendo sorgere nuove parrocchie a Sangiano nel 1906 e Cellina nel 1957, sino a venire soppressa con i decreti del sinodo Colombo nel 1972. Oggi il suo territorio ricade sotto il decanato di Besozzo e comprende 8 parrocchie, su un'area di 15 km² e una popolazione di 3.940 abitanti nel 1972.

## Territorio
Nella seconda metà del XVIII secolo, il territorio della pieve era così suddiviso:
| Pieve civile                                                                                             | Pieve ecclesiastica                                      |
| Comune di Leggiuno Comune di Bosco con Marzano e Chirate e Ballarate Comune di Celina Comune di Sangiano | Parrocchia di Santo Stefano                              |
| Comune di Arolo                                                                                          | Parrocchia di San Carlo e San Pietro martire             |
| Comune di Cerro                                                                                          | Parrocchia della Beata Vergine del Pianto                |
| Comune di Laveno                                                                                         | Parrocchia dei Santi Filippo e Giacomo                   |
| Comune di Mombello                                                                                       | Parrocchia dell'Invenzione di Santo Stefano protomartire |